# 尼尔斯·赫尔斯滕 (体操运动员)
尼尔斯·赫尔斯滕（瑞典語：Nils Hellsten，1885年10月7日—1963年11月14日），生于斯德哥尔摩，瑞典男子体操运动员。他曾获得1908年夏季奥运会体操比赛男子团体全能金牌。他于1963年在斯德哥尔摩去世。